# ارزش جایگزینی
ارزش جایگزینی، (به انگلیسی: Replacement Value) ارزش هر برگه سهم یک شرکت است، در صورتی که فرض کنیم، در همین تاریخ، قصد راه‌اندازی همین شرکت را، با همین وضعیت داریم. حال شروع به محاسبه منابع لازم و صرف هزینه‌های مورد نیاز برای راه‌اندازی مجدد شرکت می‌نماییم. 
پس از محاسبه کل منابع صرف شده برای راه‌اندازی شرکت فرضی جدید، مجموع این منابع را، بر تعداد سهام تقسیم کرده و ارزش هر سهم شرکت؛ که معادل ارزش جایگزینی است را، به دست می‌آوریم.